# Petite rivière Misema
Pour les articles homonymes, voir Misema.
La Petite rivière Misema (en anglais : Little Misema River) est un cours d'eau des districts de Timiskaming et de Cochrane en Ontario (Canada). Elle se jette dans rivière Misema.

## Cours
La rivière débute à l’embouchure du Petit lac Misema (longueur: 1,0 km; altitude: 333 m) dans le canton de Ben Nevis dans le district de Cochrane. Le Petit lac Misema fait aussi partie du Collines Pouchkine, une partie du Complexe Megacaldera de Blake River.
La rivière quitte le Petit lac Misema du côté de l'est et traverse le lac Merritt. Puis la rivière coule vers le sud-ouest dans le district de Timiskaming en traversant le lac Wicklan et le lac Row. À son embouchure, la rivière se déverse sur la rive nord du North Arm du lac Misema lequel est traversé par la rivière Misema dans canton de Katrine. La rivière Misema s'écoule par la rivière Blanche et la rivière des Outaouais vers le fleuve Saint-Laurent.